# Перодо, Шарль
Шарль Перодо (фр. Benjamin Charles Marie Payraudeau) — французский зоолог.
Учился у Жана-Батиста де Ламарка (1744-1829) в Национальном музее естественной истории в Париже и расширил коллекцию несколькими животными с Корсики. Он обнаружил два вида птиц, которые в то время ещё не имели научного описания. В 8-м томе «Annales de Sciences Naturelles» (1826) он описал редкую чайку Одуэна (лат. Larus audouinii) и подвид длинноносого баклана лат. Phalacrocorax aristotelis desmarestii.
Ещё он описал 71 новый вид кольчатых червей и моллюсков, встречающихся частично в море (морские) и частично на суше (наземные), в «Catalogue descriptif et méthodique des annélides et des mollusques de l'ile de Corse» (1826). Из этих видов ещё 32 действительны.
В честь Перодо назван музей естественной истории птиц. Он называется Musée ornithologique Charles-Payraudeau и расположен в Ла-Шез-ле-Виконт во французском департаменте Вандея. Все его собрания были переданы в музей.